# Lipocarpha bawangensis
Lipocarpha bawangensis là loài thực vật có hoa trong họ Cói. Loài này được R.H.Miau mô tả khoa học đầu tiên năm 1991.